# Claude-Charles Prost
Pour les articles homonymes, voir Prost.
Claude-Charles Prost, né le 10 octobre 1742 à Dole (Jura), mort le 10 novembre 1804 dans la même ville, est un homme politique de la Révolution française.

## Biographie
En septembre 1792, Claude-Charles Prost, alors juge de paix dans sa ville natale, devient député du département du Jura, le quatrième sur huit, à la Convention nationale.
Il siège sur les bancs de la Montagne. Lors du procès de Louis XVI, il vote la mort et rejette l'appel au peuple et le sursis. Il ne participe pas au scrutin sur la mise en accusation de Marat. Il est envoyé en mission dans les départements de la Côte-d'Or et du Jura en mars 1793, aux côtés de Léonard Bourdon, pour accélérer la levée en masse. Lors de leur halte dans la ville d'Orléans, Bourdon est agressé par une foule hostile. De retour à la Convention, Prost vote contre le rétablissement de la Commission des Douze.
Sous le Directoire, Prost est réélu député du Jura en vendémiaire an IV (octobre 1795). Il est tiré au sort pour en partir en prairial an V (mai 1797). Il est ensuite juge des eaux et forêts, puis président du tribunal de première instance de Dole.

## En savoir plus